# Vy-lès-Lure
Vy-lès-Lure ist eine französische Gemeinde im Département Haute-Saône in der Region Bourgogne-Franche-Comté.

## Geographie
Vy-lès-Lure liegt auf einer Höhe von 292 Metern über dem Meeresspiegel, 6 Kilometer südwestlich von Lure und etwa 22 Kilometer östlich der Stadt Vesoul (Luftlinie). Das Dorf erstreckt sich im zentralen Teil des Departements, in der Mulde des Baches Gros Varale, am Südwestrand der Ebene von Lure.
Die Fläche des 16 Quadratkilometer großen Gemeindegebiets umfasst einen Abschnitt der Ebene von Lure. Der zentrale Teil des Gebietes wird von der Mulde von Vy eingenommen, die durch den Gros Varale nach Südosten zum Ognon entwässert wird. Die Mulde wird von plateauartigen Anhöhen flankiert, die durchschnittlich auf 300 Meter liegen und überwiegend landwirtschaftlich genutzt werden. Das Acker- und Wiesland wird von einem Waldgürtel gesäumt: im Süden der Bois des Grandes Lochères und der Bois de Sansbois, im Osten der Bois de Talère. Letzterer leitet zur Alluvialniederung des Ognon und seines Zuflusses Reigne über, welche die östliche Gemeindegrenze markieren.
Gegen Nordwesten und Norden steigt das Gelände leicht zu den Waldhöhen von Bois du Fays und Bois du Roi an, in dem mit 359 Meter die höchste Erhebung von Vy-lès-Lure erreicht wird. In geologisch-tektonischer Hinsicht ist das Gebiet zur Hauptsache aus einer Wechsellagerung von sandig-mergeligen und kalkigen Sedimenten aufgebaut, die während der Lias (Unterjura) abgelagert wurden. Im Bois du Roi tritt auch Muschelkalk der mittleren Trias zutage. Nach Norden erstreckt sich das Gemeindeareal bis in die teils sumpfige Niederung des Razou am Rand der Ebene von Lure.
Zu Vy-lès-Lure gehört der Weiler La Grange-du-Vau (295 Meter) in einer Mulde südlich der Niederung des Razou. Nachbargemeinden von Vy-lès-Lure sind Amblans-et-Velotte und Magny-Vernois im Norden, Vouhenans im Osten, Les Aynans und Arpenans im Süden sowie Mollans im Westen.

## Geschichte
Urkundlich erwähnt wird Vy unter den Namen Vyt, Vile und Vis. Im Mittelalter gehörte das Dorf zur Freigrafschaft Burgund und darin zum Gebiet des Bailliage d’Amont. Es bildete eine eigene Herrschaft. Seit dem frühen 12. Jahrhundert ist die Existenz der lokalen Adelsfamilie Vyt belegt, die erst 1697 erlosch. Im Jahr 1346 wurde der Ort von den Herren von Faucogney in Brand gesteckt. Die Grange de Vau war zunächst im Besitz der Templerkommende von Sales-Montseugny, später gehörte es den Hospitalitern. Zusammen mit der Franche-Comté gelangte Vy mit dem Frieden von Nimwegen 1678 definitiv an Frankreich. Heute ist Vy-lès-Lure Mitglied des 22 Ortschaften umfassenden Gemeindeverbandes Communauté de communes du Pays de Lure.

## Bevölkerung
| Jahr                       | 1962 | 1968 | 1975 | 1982 | 1990 | 1999 | 2006 | 2018 |
| Einwohner                  | 501  | 514  | 437  | 514  | 544  | 555  | 589  | 690  |
| Quellen: Cassini und INSEE |      |      |      |      |      |      |      |      |

Mit 714 Einwohnern (1. Januar 2022) gehört Vy-lès-Lure zu den kleineren Gemeinden des Départements Haute-Saône. Nachdem die Einwohnerzahl in der ersten Hälfte des 20. Jahrhunderts deutlich abgenommen hatte (1881 wurden noch 891 Personen gezählt), wurde seit Mitte der 1970er Jahre wieder ein leichtes Bevölkerungswachstum verzeichnet.

## Sehenswürdigkeiten
Die Dorfkirche Saint-Léger in Vy-lès-Lure wurde im 18. und 19. Jahrhundert weitgehend neu erbaut, der Chorraum stammt vom Vorgängerbau aus dem 16. Jahrhundert. Zu den weiteren Sehenswürdigkeiten zählen der Park Jardin à la française und ein Lavoir aus dem 19. Jahrhundert, das einst als Waschhaus und Viehtränke diente.

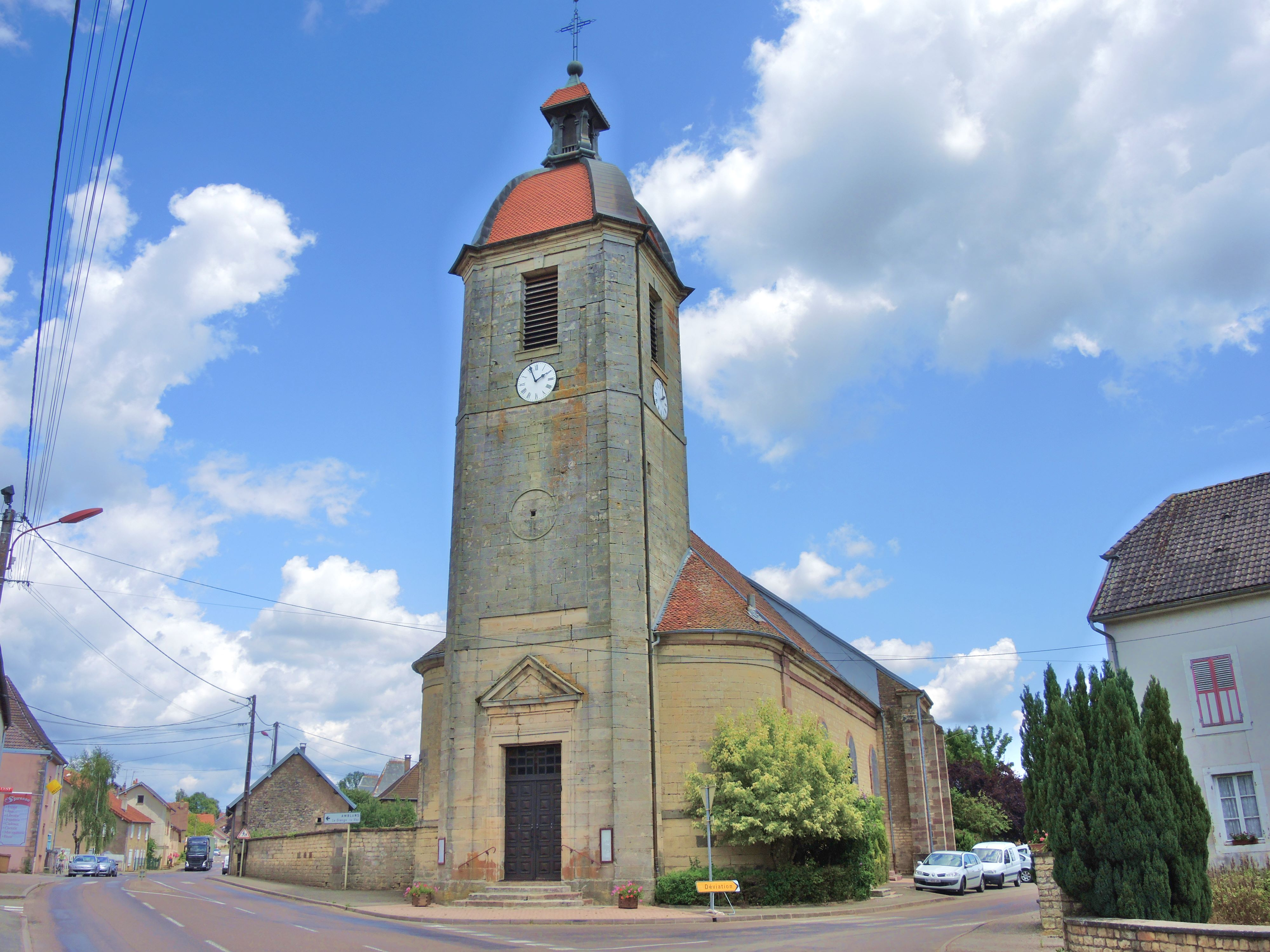
Kirche Saint-Léger
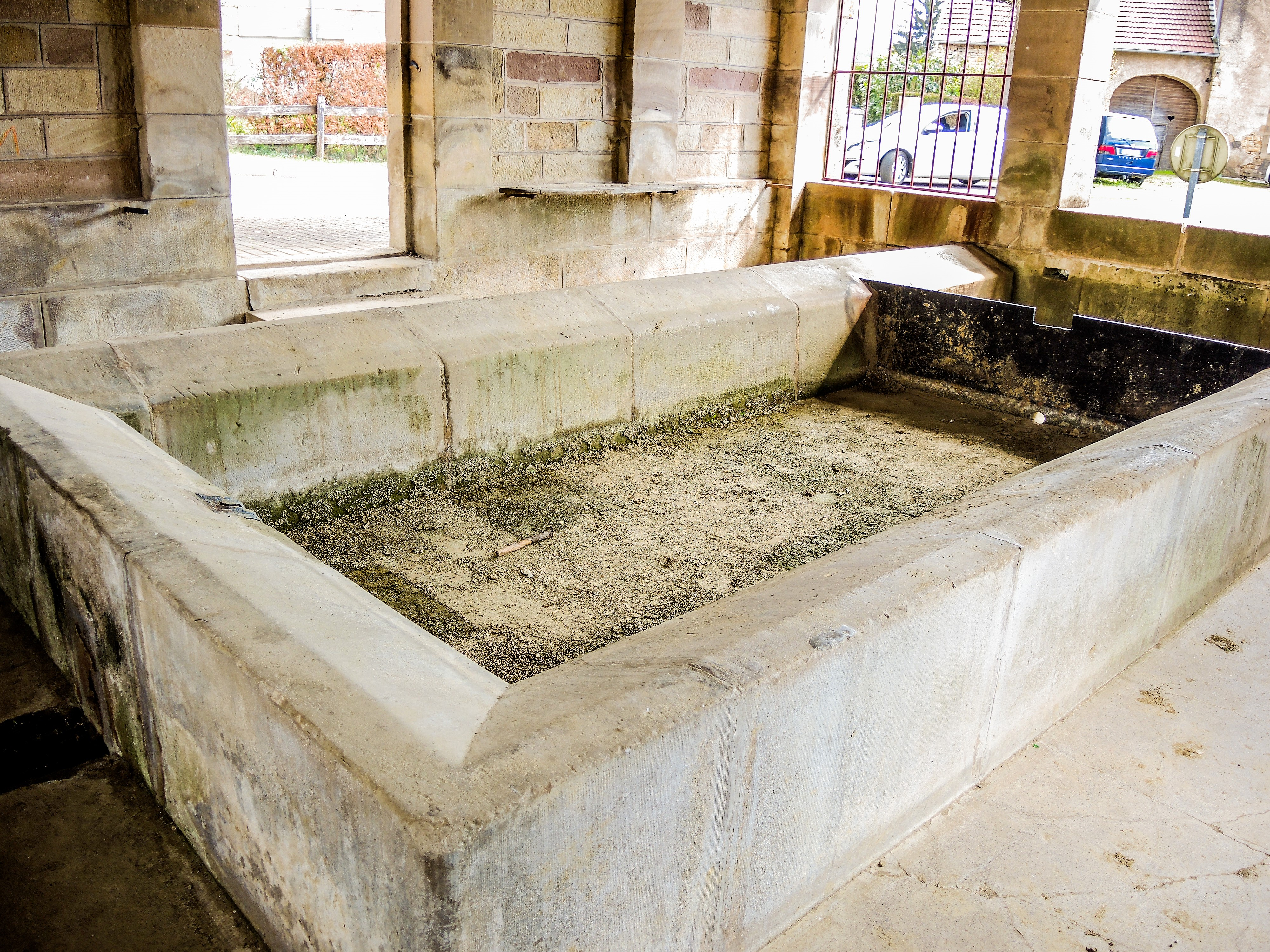
Ehemaliges Lavoir

## Wirtschaft und Infrastruktur
Vy-lès-Lure war bis weit ins 20. Jahrhundert hinein ein vorwiegend durch die Landwirtschaft (Ackerbau, Obstbau und Viehzucht) und die Forstwirtschaft geprägtes Dorf. Die Wasserkraft von Ognon und Reigne wurde früher für den Betrieb von Mühlen genutzt (Moulin de Petenieuf, Moulin Blanc). Heute gibt es verschiedene Betriebe des Klein- und Mittelgewerbes. Wichtigstes Unternehmen ist eine Firma der Telekommunikation. Daneben sind auch die Branchen Elektrotechnik, Gartenbau und Holzverarbeitung vertreten. In den letzten Jahrzehnten hat sich das Dorf zu einer Wohngemeinde gewandelt. Viele Erwerbstätige sind deshalb Wegpendler, die in den größeren Ortschaften der Umgebung ihrer Arbeit nachgehen.
Die Ortschaft liegt abseits der größeren Durchgangsachsen an einer Departementsstraße, die von Lure nach Villersexel führt. Weitere Straßenverbindungen bestehen mit Mollans und Les Aynans. Durch das Gebiet führte die Eisenbahnlinie von Lure nach Villersexel, die im Zuge des Baus der TGV-Linie Rhin-Rhône wieder aktiviert wird.